# Gelato al cioccolato
Gelato al cioccolato è il secondo album in studio del cantante italiano Pupo, pubblicato nel 1979 dall'etichetta discografica Baby Records.

## Descrizione
Contiene i singoli Forse e Gelato al cioccolato. Circa la title track, un brano leggero e scanzonato, ad anni di distanza Pupo ha rivelato che in realtà questo trarrebbe ispirazione da un'avventura passionale avuta dall'autore del testo, Cristiano Malgioglio, in Nordafrica con un ragazzo del luogo. Tuttavia Malgioglio ha in seguito smentito questa versione. Lo stesso Malgioglio, siccome già noto come autore per, tra le altre, Mina e Ornella Vanoni, non avrebbe voluto comparire pubblicamente come autore per Pupo facendosi accreditare sotto lo pseudonimo "Miozzi".

## Tracce
Lato A
1. Forse – 3:05 (testo: Daniele Pace, Paolo Barabani – musica: Enzo Ghinazzi)
2. Atomino – 3:17 (testo: Giuseppe Tinti, Paolo Barabani – musica: Enzo Ghinazzi, Fabrizio Vanni)
3. Gabriella – 2:20 (testo: Daniele Pace – musica: Enzo Ghinazzi)
4. Io solo senza te – 3:08 (testo: Angelo La Bionda, Enzo Ghinazzi – musica: Enzo Ghinazzi)
5. Ti ricordi – 3:00 (testo: Mario Balducci – musica: Enzo Ghinazzi)

Durata totale: 14:50
Lato B
1. Gelato al cioccolato – 3:32 (testo: Miozzi – musica: Enzo Ghinazzi)
2. Cercami ancora – 2:50 (testo: Daniele Pace, Paolo Cavallina – musica: Enzo Ghinazzi)
3. Sempre tu[nota 1] – 3:02 (testo: Paolo Barabani – musica: Enzo Ghinazzi)
4. A volte – 3:08 (testo: Giuseppe Tinti, Maurizio Minniti, Enzo Ghinazzi – musica: Mike Thatcher)
5. Ciao – 3:40 (testo: Giuseppe Tinti, Daniele Pace – musica: Enzo Ghinazzi)

Durata totale: 16:12
1. ↑  La canzone "Sempre tu", pubblicata in questo album, non è da confondere con la versione pubblicata nell'album "Pupo 1996", in quanto la versione pubblicata in questo album è totalmente diversa sia nel testo che in musica.

## Formazione
- Pupo – voce
- Todd Canedy – batteria, batteria elettronica
- Michael Tatcher – tastiera
- Stephan Diaz – chitarra
- Joseph Spector – percussioni
- Kelly Bryan – basso
- Dave Inker – mandolino
- James Polivka – tromba
- Scot Newton – tromba
- Hermann Breuer – trombone
- Giuseppe Solera – sax, flauto
- Lance Burton – sax, flauto
- Gabriele Balducci, Mario Balducci, Marco Ferradini, Silvio Pozzoli – cori

### Produzione
- Uli Ullmann – missaggio
- Harry Thumann – missaggio
- Ruggero Penazzo – missaggio